# Robert MacMillan
Robert MacMillan (ur. 3 kwietnia 1865 w Edynburgu, zm. 3 kwietnia 1936 w Cirencester) – szkocki rugbysta, reprezentant kraju.

## Życiorys
W latach 1887–1897 rozegrał dwadzieścia jeden spotkań dla szkockiej reprezentacji zdobywając jedno przyłożenie, które nie miało jednak wówczas wartości punktowej. W 1891 roku wziął udział w tournée British and Irish Lions do Południowej Afryki występując we wszystkich dwudziestu meczach, w tym trzech testmeczach.
Pracował dla Lloyd's. Jego bratankiem był Gordon Holmes MacMillan.